# 迪比特
迪比特，全称上海迪比特实业有限公司（英文DBTEL），曾經是一家台资中国大陆手机生产商。在2003年至2006年，曾在中国国产手机市场占据一定份额（一度至全国国产手机销量前三）。后因市场竞争及品牌管理不善而结业。

## 历史
上海迪比特实业有限公司，原主体为上海大霸实业有限公司，是一家具有将近20年历史的手机代工生产商，其投资方是台湾大霸電子。但也有资料指，大霸電子涉及手机业务仅仅是1998年起开始与摩托罗拉建立代工合作关系。1999年，摩托罗拉由于主力机种ModⅢ销售不佳大量的库存材料积压，为消耗这些库存材料，摩托罗拉要求大霸電子设计一种适合中国市场的小型手机；经过一年多研发，手机定名为MOTOROLA T189，委托大霸生产。
2001年6月份，上海大霸实业与摩托罗拉的代工合作中止，大霸電子董事长莫皓然在决定使用品牌迪比特继续经营，其英文DBTEL，意为“大霸通讯”。2002年4月，摩托罗拉停止向大霸公司T189型手机订货，自行生产内部设计类似的C289型手机，引发迪比特与其发生法律纠纷，并索赔1.98亿元人民币。该系列法律纠纷直至2006年方才结束。当时迪比特总部设立在上海市闵行区。
2003年，迪比特首次在市场推出其品牌产品。其主打产品迷你翻盖手机5688，由于削减了蓝牙和GPRS功能降低成本，以及提供当时较为吸引人的3至5天的待机时间，加上主打爱情主题，曾达到月销量70万台的数据（超越当时中国国产手机市场占有率第一的波导的最高销量的单一产品量），对品牌推广起到重要作用。最佳状态下位列国产手机销量前三名。
但在高速发展的态势下，该公司却开始出现管理问题。销售体系方面，与中邮普泰签订总代协议后，迪比特又以3亿元的高价赎回代理权，此后又取消大区包销的模式改而使用代理与直供折中的FD模式，利用各地分公司直接负责销售。另公司亦回购部分销售不畅的机型，此项导致损失25亿元人民币。内部管理上，即使是小额的物料采购也需要总公司层层审批，技术研发力量薄弱，且管理人员以台湾方面为主，协调出现问题。
2004年，迪比特手机业务的亏损约9.2亿新台币，此后直至结业一直处于亏损状态。2005年9月29日，莫皓然及夫人郭佩芝因涉嫌大霸電子内幕交易而被台湾台北地方法院检察署带走协助调查，迪比特开始大规模裁员和裁撤机构。2006年迪比特实际上开始撤出市场，各地经销商撤出，余下的仅为清理库存。此时有消费者想找售后维修，却发现售后亦已关门。迪比特员工亦抱怨出现欠薪。最终公司倒闭，厂房被政府收回。

## 关联公司
莫皓然亦通过Hyper Market控股TD-SCDMA技术研发公司「凯明信息科技股份有限公司」，其办公地点就在迪比特旁边，此公司后来也陷入了资金困境而倒闭。